# Пільтун-Астохське нафтогазоконденсатне родовище
Пільтун-Астохське нафтогазоконденсатне родовище — одне з родовищ на шельфі острова Сахалін (Росія). Розташоване в 90 км на південь від міста Оха в районі Пільтунської затоки, у 15-20 км від узбережжя. Відноситься до Сахалінської нафтогазоносної області Охотоморської нафтогазоносної провінції. Розробка провадиться в межах проекту Сахалін-2 за участі провідних міжнародних нафтогазових компаній.

## Відкриття та запаси
Структура виявлена у 1970 році, в 1982-му проведено додаткові сейсмічні дослідження. Безпосередньо родовище відкрите у 1986 році пошуковою свердловиною № 1. В наступні сім років тут спорудили ще 3 пошукові та 11 оціночних свердловин. Поклади вуглеводнів виявлені на глибині 1300—2500 метрів у відкладеннях нижнього міоцену. Колектори — пісковиково-алевролітні.
Запаси за російською класифікаційною системою по категоріях АВС1+С2 оцінюються у 106 млрд м³ газу, 125 млн. т нафти та 35 млн. т конденсату. У складі газу родовища міститься від 5 до 9 % гомологів метану, а також невелика кількість вуглекислого газу та азоту (по 0,2-0,8 %).

## Платформи
Розробка родовища, розташованого в районі з глибинами моря 24-48 метрів, здійснюється за допомогою двох платформ.
Платформа Пільтун-Астохська А («Молікпак»), встановлена на родовищі у 1999 році в 16 км від берега, до того використовувалась у морі Бофорта біля арктичного узбережжя Канади. Для застосування на проекті Сахалін-2 вона пройшла переобладнання в Південній Кореї та була встановлена на сталеву основу, виготовлену Амурським суднобудівним заводом. Пільтун-Астохська А виконує одночасно бурові, видобувні та житлові функції. До 2008-го (спорудження повного комплексу берегових та транспортних потужностей) платформа використовувалась у складі тимчасового виробничого комплексу «Вітязь», до якого також входило плавуче сховище/відвантажувальний термінал (танкер «Okha»). Видобуток за такою схемою вели протягом шести місяців у рік під час теплого періоду. З 2008 року працює у безперервному режимі («Okha» переобладнали у плавучу установку з виробництва, зберігання та відвантаження і встановили на австралійському родовищі Ванаєа). Виробнича потужність платформи Пільтун-Астохська А  — до 90 тисяч барелів нафти та 1,7 млн м³ газу на добу.
Платформа Пільтун-Астохська Б встановлена на родовищі у 2005 році в 12 км від берегу в районі з глибиною моря 32 метри. Бетонна основа споруджена в порту Східний компаніями Aker Kvaerner та Quattrogemini. Палуба виготовлена в Південній Кореї на верфі Sumsung Heavy Industries та змонтована шляхом насуву на основу. Як і перша платформа, виконує одночасно функції буріння, обслуговування видобутку та проживання персоналу. Розпочала видобуток з 2008 року. Виробнича потужність Пільтун-Астохської Б до 70 тисяч барелів нафти та 2,8 млн м³ газу на добу.

## Підготовка та експорт продукції
Району родовища характерний складний льодовий режим, утворення торосів висотою до 6 метрів та плавучі льоди товщиною до 2 метрів, що пересуваються уздовж берегу Сахаліну.  В зв'язку з цим портовий експортний термінал вирішили влаштувати на півдні острова в затоці Аніва, яка весь рік вільна від льоду.
Починаючи з 2008 року, коли біля Лунського родовища запрацював береговий технологічний комплекс проекту Сахалін-2, продукція Пільтон-Астохського перш за все спрямовується на цей комплекс через нафто- і газопроводи однакового діаметру 500 мм, довжина яких від точки виходу на берег становить 172 км. Надалі вона транспортується на південь, де розташовані завод зі зрідження природного газу Пригороднє ЗНГ та відвантажувальні термінали.